# Beker van China
De Beker van China is de nationale beker voor voetbalclubs uit de Volksrepubliek China. De Chinese naam voor het toernooi is 中國足協杯 (Zhōngguó zúxié bēi), in het Engels heet het toernooi CFA Cup. De winnaar van het toernooi plaatst zich voor de AFC Champions League.
In haar huidige opzet bestaat het toernooi sinds 1995, al werd de beker van 2007 tot en met 2010 niet georganiseerd. Voor die tijd zijn er ook enkele competities georganiseerd die als bekertoernooi werden bestempeld, maar deze toernooien hebben geen overeenkomst met de huidige beker.

## Finales
| Jaar                         | Winnaar                      | Uitslag(en)   | Verliezend finalist        |
| ---------------------------- | ---------------------------- | ------------- | -------------------------- |
| 1995                         | Jinan Taishan                | 2–0           | Shanghai Shenhua           |
| 1996                         | Beijing Guoan                | 4–1           | Jinan Taishan Jiangjun     |
| 1997                         | Beijing Guoan                | 2–1           | Shanghai Shenhua           |
| 1998                         | Shanghai Shenhua             | 2–1, 2–1      | Liaoning Tianlun *         |
| 1999                         | Shandong Luneng Taishan      | 1–1, 3–2      | Dalian Wanda *             |
| 2000                         | Chongqing Longxin            | 4–1, 1–0      | Beijing Guoan *            |
| 2001                         | Dalian Shide                 | 1–0, 2–1      | Beijing Guoan *            |
| 2002                         | Qingdao Hademen              | 1–3, 2–0 (u)  | Liaoning Bird *            |
| 2003                         | Beijing Hyundai              | 3–0           | Dalian Shide               |
| 2004                         | Shandong Luneng Taishan      | 2–1           | Sichuan Guancheng          |
| 2005                         | Dalian Shide                 | 1–0           | Shandong Luneng Taishan    |
| 2006                         | Shandong Luneng Taishan      | 2–0           | Dalian Shide               |
| 2007-2010 niet georganiseerd |                              |               |                            |
| 2011                         | Tianjin Teda                 | 2–1           | Shandong Luneng Taishan    |
| 2012                         | Guangzhou Evergrande         | 1–1, 4–2      | Guizhou Renhe Moutai *     |
| 2013                         | Guizhou Moutai *             | 2–0, 1–2      | Guangzhou Evergrande       |
| 2014                         | Shandong Luneng Taishan *    | 4–2, 1–2      | Jiangsu Guoxin-Sainty      |
| 2015                         | Jiangsu Guoxin-Sainty *      | 0–0, 1–0 nv   | Shanghai Greenland Shenhua |
| 2016                         | Guangzhou Evergrande *       | 1–1 , 2–2 (u) | Jiangsu Suning             |
| 2017                         | Shanghai Greenland Shenhua * | 1-0 , 3-2 (u) | Shanghai SIPG              |
| 2018                         | Beijing Guoan *              | 1-1 , 2-2 (u) | Shandong Luneng Taishan    |
| 2019                         | Shanghai Greenland Shenhua   | 0–1 , 3–0     | Shandong Luneng Taishan *  |
| 2020                         | Shandong Luneng Taishan      | 2–0           | Jiangsu Suning             |
| 2021                         | Shandong Taishan             | 1–0           | Shanghai Port FC           |
| 2022                         | Shandong Taishan             | 2–1           | Zhejiang Professional FC   |
| 2023                         | Shanghai Shenhua FC          | 1–0           | Shandong Taishan           |

* Voor finales die over twee duels werden beslist, is het team dat de eerste wedstrijd thuis speelde met * aangegeven.